# Sant'Antioco (Italia)
Sant'Antìoco (Santu Antiogu o Sant'Antiogu in sardo, San Antiòcco in tabarchino) è un comune italiano di 10 426 abitanti della provincia del Sulcis Iglesiente, nel Sulcis.  Il comune sorge sui resti di Sulki, una delle città più antiche del Mediterraneo occidentale.
È il principale comune dell'omonima isola.

## Geografia fisica

### Territorio

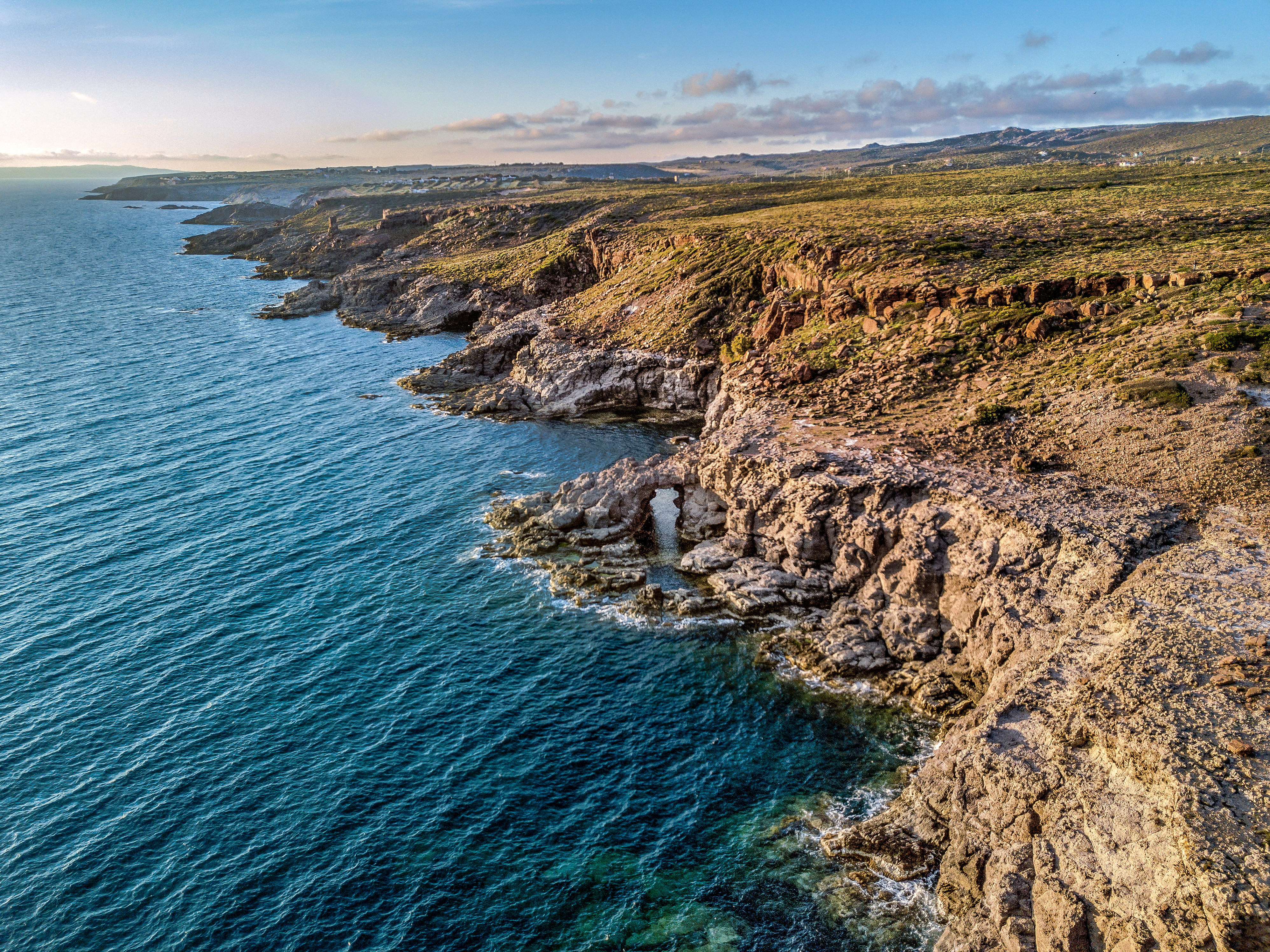
Is Praneddas, isola di Sant'Antioco

L'isola di Sant'Antioco, nella quale si trova la cittadina omonima, è la maggiore delle isole sarde e con i suoi 109 km² è la quarta d'Italia per estensione dopo la Sicilia, la stessa Sardegna e l'isola d'Elba. Dista da Cagliari 84 km circa ed è collegata all'isola madre grazie ad un istmo artificiale e ad un ponte aperto nei primi anni ottanta. Il territorio dell'isola è ripartito tra il comune di Sant'Antioco, il più popoloso (che sorge sulle rovine dell'antica città fenicio-punica e poi romana di Sulky-Sulci) e quello di Calasetta, secondo centro abitato, per numero di abitanti, dell'isola. Sono inoltre presenti il piccolo borgo turistico di Maladroxia, che fa capo a Sant'Antioco, e quello di Cussorgia (zona Stann'e Cirdu) nel territorio del comune di Calasetta.
Al largo dell'isola, in direzione sud, sono apprezzabili tre isolotti, disabitati, detti Il Toro, La Vacca e Il Vitello. Presso questi (e in particolare presso il Toro) sono soliti nidificare i cosiddetti Falchi della Regina, o Falchi Eleonorae, come li chiamò il loro scopritore, Alberto Della Marmora, in onore della giudicessa Eleonora d'Arborea.

### Cale, coste e spiagge del comune

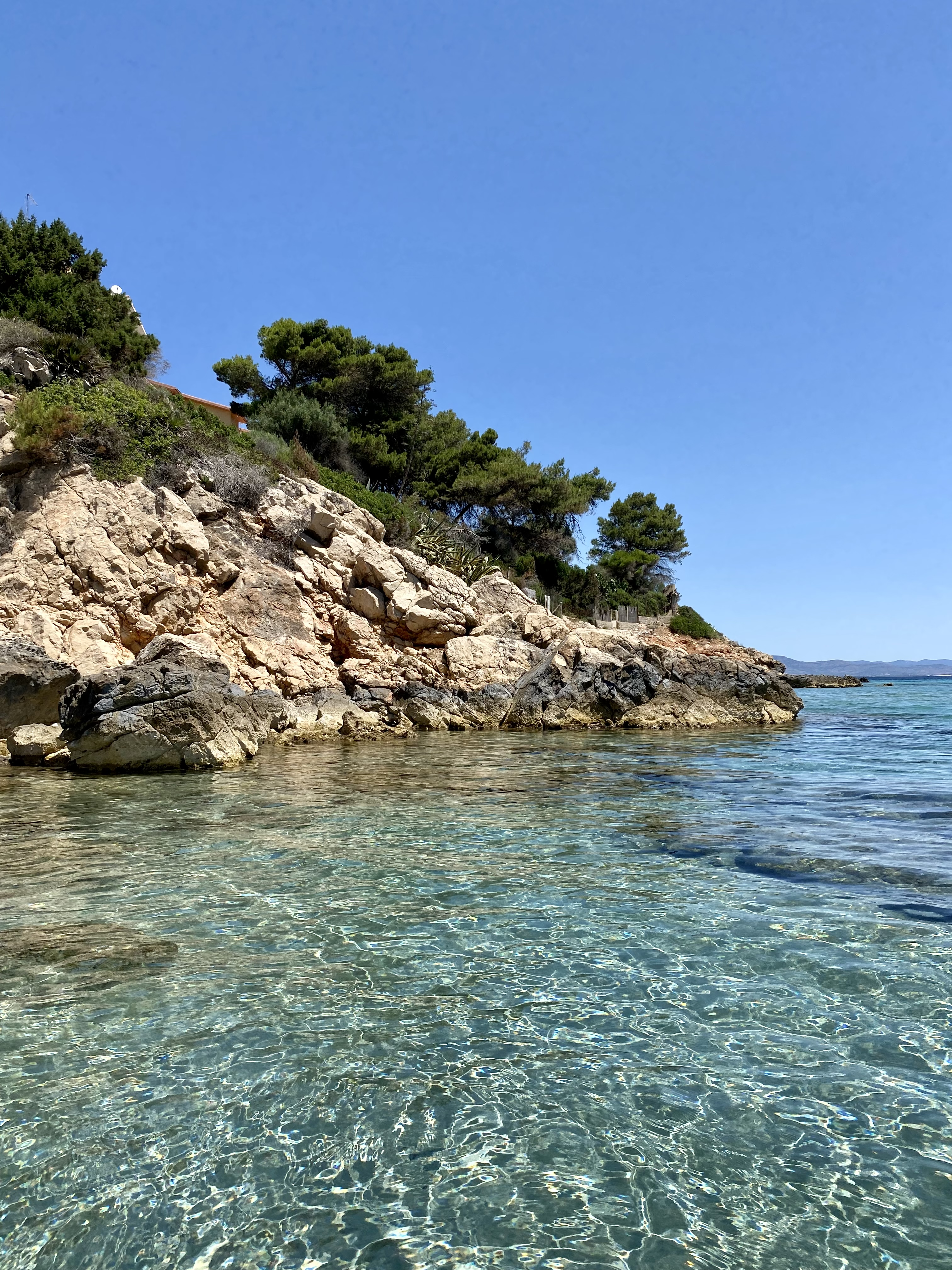
Maladroxia

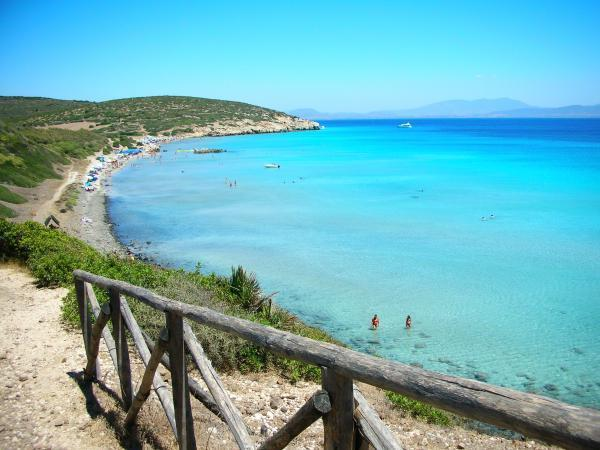
Spiaggia Coaquaddus

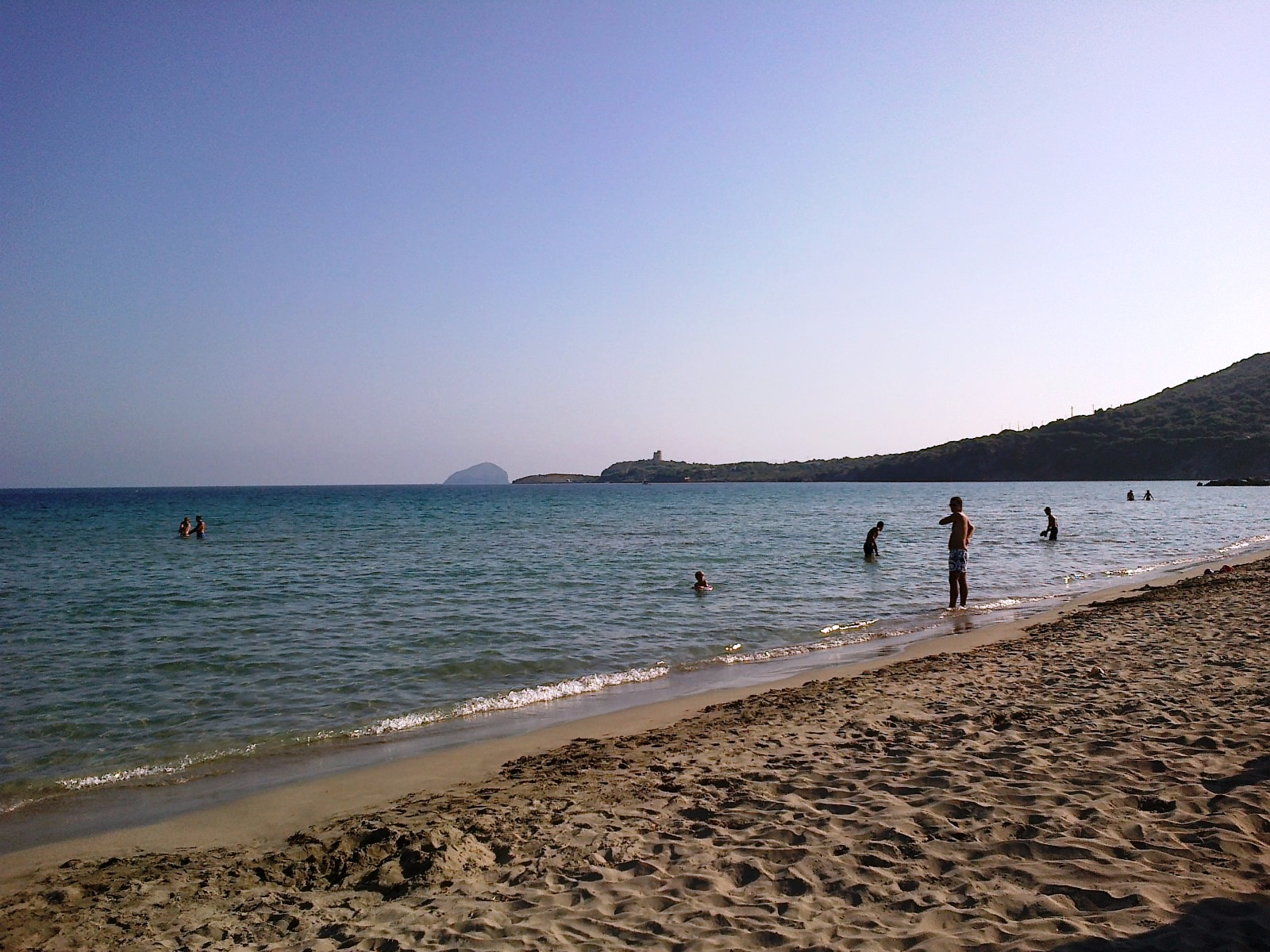
Cala Sapone

Nel litorale del comune di Sant'Antioco, partendo da nord verso sud, si hanno le seguenti cale, coste e spiagge più conosciute:
- Spiaggia Istmo di Sant'Antioco (parte Laguna)
- Spiaggia Corru Longu (cioè: Corno Lungo)
- Spiaggia Peschiera di Palmas
- Spiaggia Il Faro
- Porto Ponte Romano
- Porto di Sant'Antioco
- Spiaggia Is Pruinis (cioè: Le Polveri)
- Spiaggia Cannisoni (cioè: Canna palustre)
- Spiaggia Su Forru o Su Forru a Maccina o a Macchina (cioè: La Fornace per la calce)
- Costa Su Portixeddu (cioè: Il Porticciolo) con falesie alte (10 m.)
- Cala Su Portixeddu
- Caletta Su Portixeddu Accuau o Quau (cioè: Il Porticciolo Nascosto)
- Spiaggia Maladroxia con le sorgenti termali marine conosciute già dai romani
- Costa Scogliu Su Sitzigorru (cioè: Scoglio della Lumaca)
- Costa Su Mussareddu o Su Muscareddu (cioè: Il Moscato)
- Costa S'Aqua Durci (cioè: L'Acqua Dolce)
- Costa Cala Francese
- Spiaggia Coaquaddus o Coquaddus o anche Co 'e Quaddus (cioè: Coda di Cavallo)
- Porto Coaquaddus o Coquaddus o anche Co 'e Quaddus
- Costa Capu Su Moru (cioè: Capo Il Moro), in località Turri dove si trova la Torre Canai o Cannai
- Caletta Sa Turri (cioè: La Torre)
- Porto di Torre Canai o Cannai (cioè: Torre del Canale)
- Spiaggia Peonia Rosa
- Cala Scanalettus (cioè: Piccole Scanalature)
- Spiaggia Portu de S'Aqua Sa Canna (cioè: Porto dell'Acqua della Canna)
- Caletta Capo Sperone
- Costa Capo Sperone alta (22 m.)
- Isolotto o Scoglio Il Vitello alto (8 m.)
- Isoletta La Vacca (altezza massima 94 m.)
- Isoletta Il Toro (altezza massima 111 m.)

Nel litorale antiochense, ora ripartendo da sud verso nord, si hanno le seguenti cale, coste e spiagge più conosciute:
- Costa Su Cavu de Su Logu con le famose bombe cumuli rocciosi tondeggianti e con alte falesie (da 20 m. a 40 m.)
- Costa Portu Sciusciau (cioè: Porto Distrutto) con quattro archi rocciosi e le alte falesie (da 20 m. a 40 m.)
- Costa Punta Grossa con il Fariglione (alto 20 m.) e le alte falesie (da 20 m. a 40 m.)
- Costa Punta Grutta de Aqua o Gruttiaqua con alte falesie (altezza massima 137 m.)
- Costa Grutta de Aqua o Gruttiaqua con alte falesie (da 20 m. a 40 m.)
- Costa Sa Corona de Su Crabì (cioè: La Roccia del Caprile) (alta 87 m.)
- Costa Poggio di Mezzaluna con alte falesie (da 20 m. a 40 m. fino a 55 m.)
- Is Praneddas o Arco dei Baci, un arco di roccia che porta ai lati di una piscina naturale
- Costa Porto di Triga o Portu Su Tricu o Su Trigu (cioè: Porto del Grano)
- Costa Su de Serra con guglia costiera isolata
- Costa Monti de Su Casteddu (cioè: Monte del Castello) (alta 43 m.)
- Costa Cala Sapone (in sardo Cala de Saboni), (Cala di Sapone, secondo alcuni deriverebbe da Baal Safon, divinità fenicia generatrice dei venti)[6].
- Costa Portu de Sa Signora (cioè: Porto della Signora)
- Costa Cala Grotta
- Costa Portu Casu (cioè: Porto Casu)
- Costa e Spiaggia Cala Lunga, per circa metà nel territorio del comune di Calasetta.

Nel litorale antiochense, ora ripartendo da est verso ovest, si hanno le seguenti cale, coste e spiagge più conosciute:
- Costa Lungomare de Pompeis
- Riva Porticciolo Turistico di S. Antioco
- Riva Porto Peschereccio o dei Pescatori di S. Antioco
- Riva Marina di Sant'Antioco o Sa Marina
- Costa Su Pranu (cioè: Il Piano)
- Costa Punta Vacca
- Costa Punta Giunchera o Giuncheria (cioè: Punta della Giuncaia)

## Storia

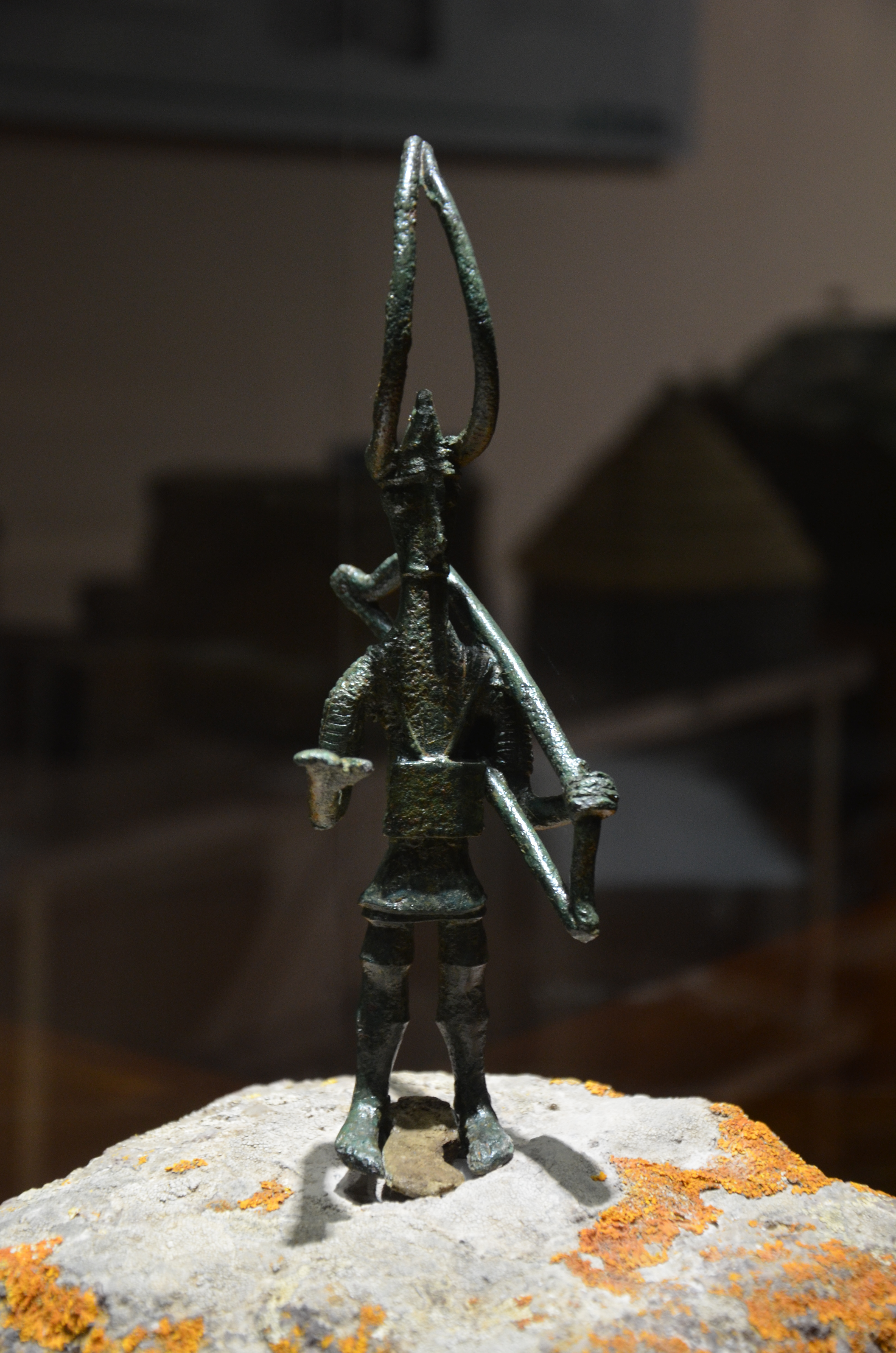
Bronzetto di arciere, Museo archeologico comunale Ferruccio Barreca

### Età prenuragica e nuragica
La storia di Sant'Antioco è antichissima. Una trentina di nuraghi, un certo numero di cosiddette "Tombe dei giganti" e di "Domus de janas" testimoniano che l'isola non fosse priva di insediamenti stabili già in epoca preistorica. Notevole la presenza di numerosi nuraghe costieri, tra i quali si segnalano il nuraghe multitorre S'Ega Marteddu, a ridosso della spiaggia di Maladroxia, il nuraghe Sa Cipudditta situato in un promontorio a picco sul mare in località Su Portu de su Casu e il sito di Grutti 'e Acqua, composto da un nuraghe multitorre polilobato e da uno dei villaggi nuragici più grandi della Sardegna, all'interno del quale sono presenti opere idrauliche e urbanistiche, templi a pozzo e tombe dei giganti. Il villaggio termina tra la spiaggia e la scogliera di Portu Sciusciau dove è probabile fosse presente un porto nuragico. Numerosi anche i reperti di cultura materiale di epoca nuragica rinvenuti in questo territorio tra i quali non mancano i bronzetti, come il famoso arciere nuragico di Sant'Antioco.

### Età fenicio-punica (metà VIII sec. - 238 a.C.)

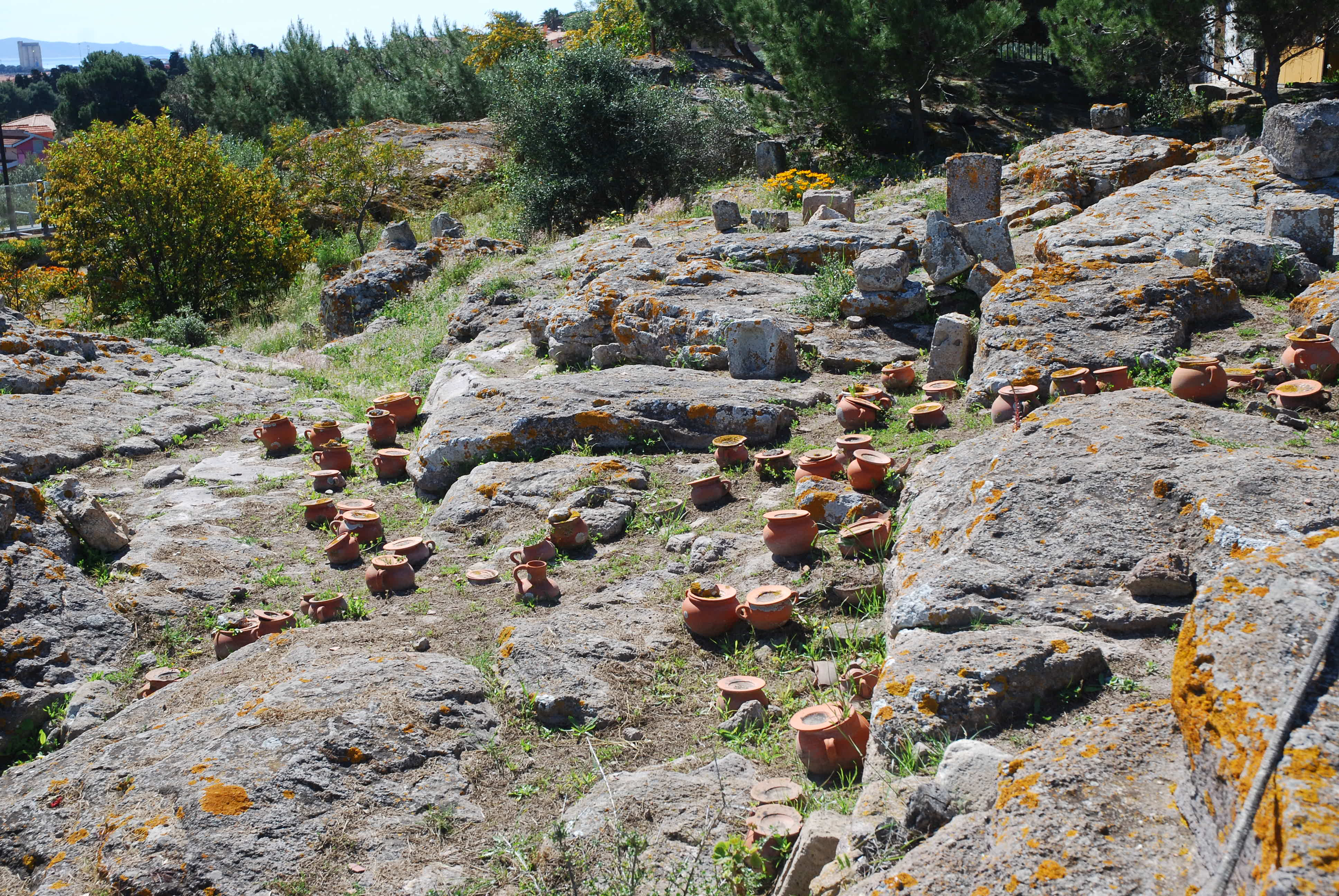
Tofet

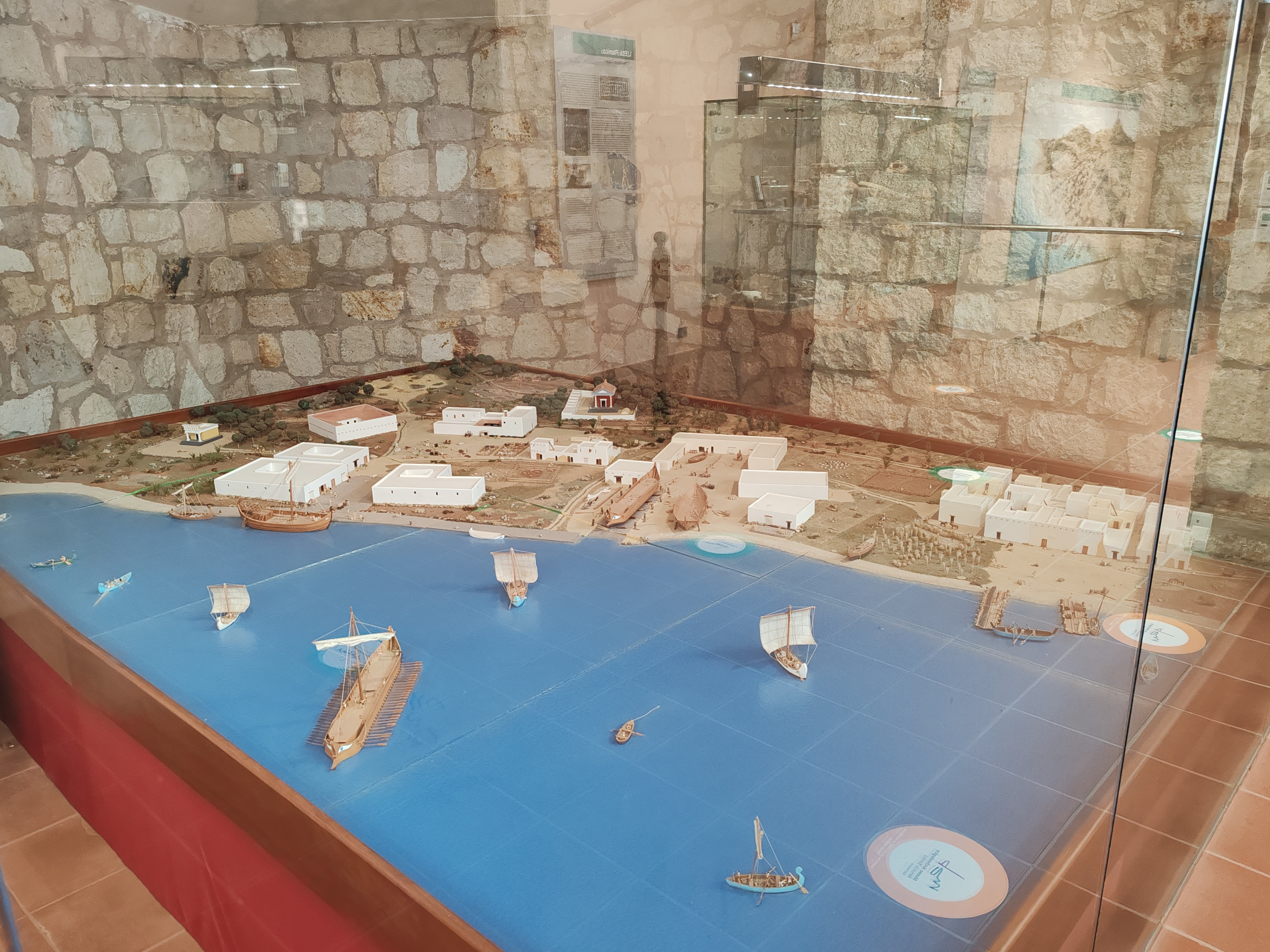
Ricostruzione del porto di Sulki

In età storica nacque il primo nucleo della città di Sulki, toponimo riscontrabile nelle testimonianze epigrafiche rinvenute ad Antas. A fondarla furono, probabilmente nella prima metà dell'VIII secolo a.C. (parrebbe, stando alle fonti letterarie, quasi nello stesso periodo in cui venne fondata la stessa Cartagine) alcuni mercanti e navigatori provenienti da un'area grosso modo corrispondente all'attuale Libano: i Fenici. Il dato relativo alla fondazione della città è desumibile con buona approssimazione sia rifacendosi alle fonti letterarie, sia basandosi sulle testimonianze archeologiche: il materiale riportato alla luce nell'area del tofet e in quella del cosiddetto cronicario indicano che il centro fosse pienamente attivo almeno a partire dalla metà dell'VIII secolo a.C.
Vari studiosi, tra cui l'archeologo dell'Università degli studi di Sassari Piero Bartoloni, indicano Sant'Antioco come la città più antica della Sardegna e come il centro urbano più antico d'Italia. Alla fine del VI secolo a.C. i Cartaginesi, fenici d'Occidente, presero possesso della Sardegna meridionale e dunque anche dell'isola di Sant'Antioco. La città nordafricana controllerà gran parte della Sardegna sino all'epoca delle guerre puniche, quando verrà spodestata dalla nuova potenza egemone del Mediterraneo: Roma.

### Età romana (238 a.C.-456 d.C.)

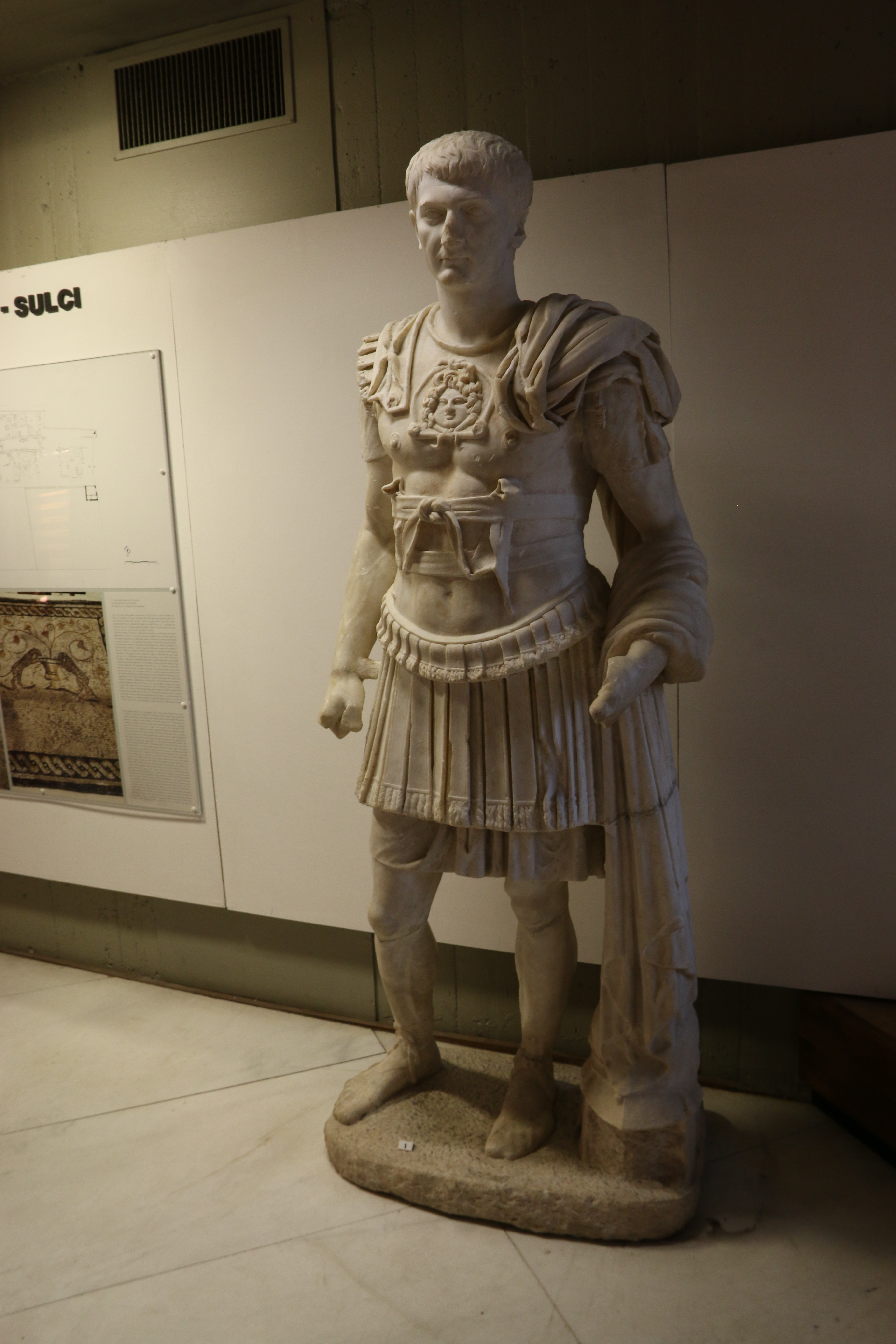
Statua di Druso Minore da Sulci (Museo archeologico nazionale di Cagliari).

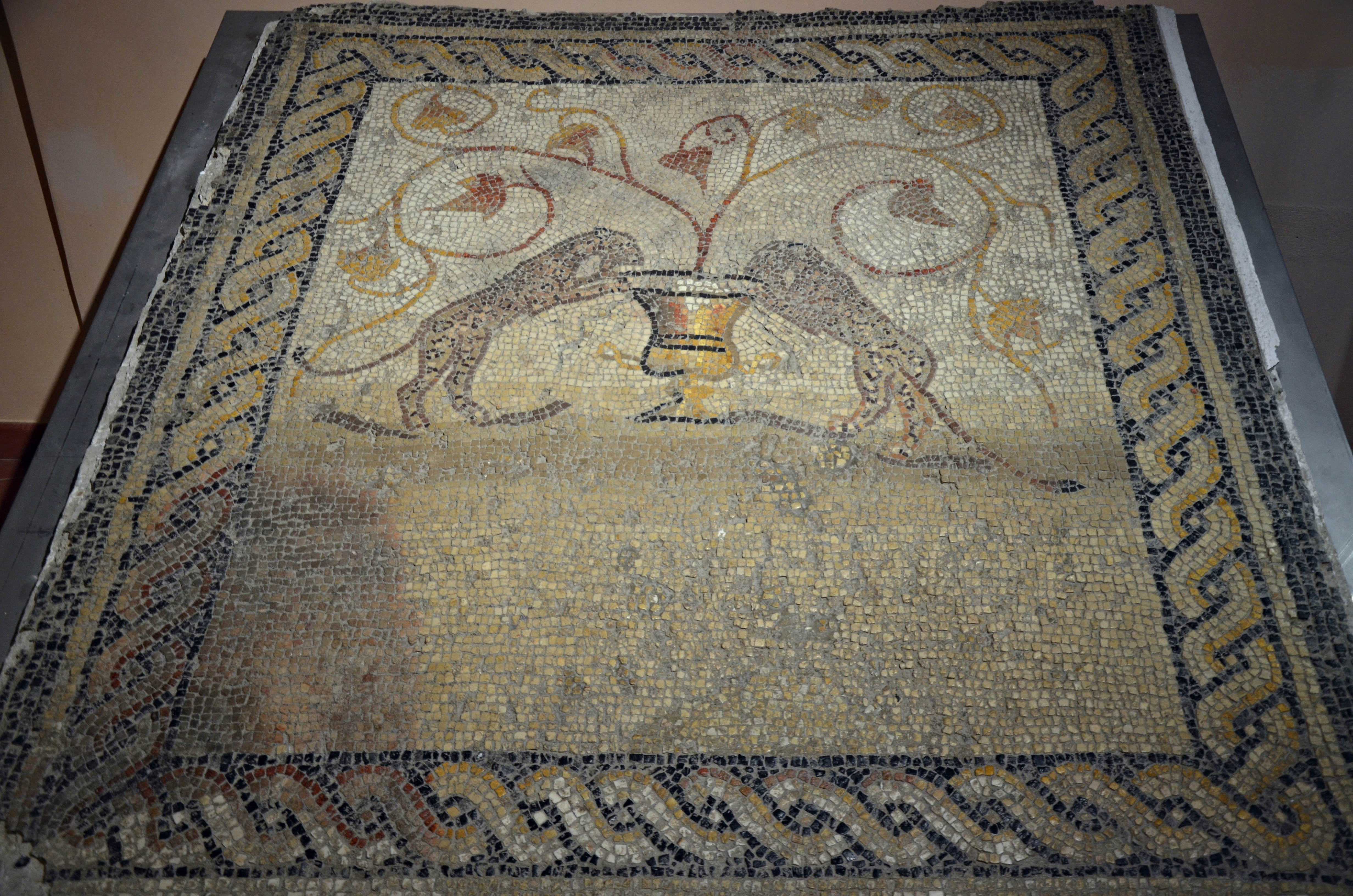
Mosaico romano rappresentante due pantere che si abbeverano da un cratere (Museo archeologico comunale Ferruccio Barreca)

La città fu testimone, durante quelle guerre puniche che rappresentarono un vero e proprio spartiacque negli equilibri del Mediterraneo, di un evento bellico di una certa rilevanza. Fu probabilmente tra le isole della Vacca e del Toro che si combattė la battaglia di Sulci (258 a.C.), che vide trionfare la flotta romana guidata dal console Gaio Sulpicio Patercolo su quella sardo-punica capeggiata da Annibale Giscone, che in quanto responsabile della disfatta venne condannato e successivamente crocifisso. 
In epoca romana, ossia a partire dal 238 a.C., Sulci continuò a fiorire sino a diventare, a detta del geografo greco Strabone (vissuto a cavallo tra I sec. a.C. e I sec. d.C.) la città più florida della Sardegna romana insieme a Caralis. Lo sfruttamento dei bacini minerari dell'Iglesiente non era infatti cessato (in quest'area venne eretto, in età augustea, il tempio romano ad Antas, sulle rovine di quello punico), e con esso l'intenso traffico nel porto sulcitano: di qui l'appellativo dell'antica Sulci "Insula plumbea. La città dovette disporre davvero di ingenti risorse finanziarie se all'epoca della guerra civile tra Cesare e Pompeo (I sec. a.C.) poté pagare una multa di circa 10 milioni di sesterzi inflittale da parte di Cesare, giunto nel frattempo nell'antipompeiana Caralis. Scrive Attilio Mastino:
(Cfr. Attilio Mastino, La Sardegna romana, in Storia della Sardegna, a cura di M. Brigaglia, ed. Della Torre, Cagliari 2004)
Sulci si riprese ben presto dallo smacco subito, forte anche della floridezza del suo porto e, dunque della sua economia, sino a quando, intorno al I sec. d.C., sotto Claudio, fu riabilitata sul piano politico e elevata al rango di Municipium. È necessario, per poterci rendere conto del livello di prosperità raggiunta dall'antica Sulci romana, consultare pure l'andamento demografico, indicatore indubbiamente prezioso. Secondo il Bellieni, la città tra tarda Repubblica e prima fase imperiale doveva essere popolata da circa 10.000 persone, cifra effettivamente plausibile se si tiene conto della popolazione media nei centri italiani di età augustea calcolata dal Beloch.
L'antico centro romano sorgeva, come si può desumere facilmente ancora oggi prestando attenzione alla disposizione degli assi viari maggiori e minori, nell'area comprendente le attuali vie Garibaldi, XX Settembre, Mazzini, Eleonora d'Arborea, Cavour, in località detta "Su Narboni". Qui, e precisamente all'incrocio tra le attuali via XX Settembre e Eleonora d'Arborea (presumibilmente nell'area dove sorgeva il foro, non ancora localizzato), si trova un mausoleo noto come Sa Presonedda o Sa Tribuna databile al I sec. a.C., grosso modo coevo al ponte romano, situato in corrispondenza dell'istmo, e al tempio d'Iside e Serapide le cui rovine non sono oggi più apprezzabili. Della Fontana romana che si trova nell'attuale piazza Italia non è rimasto nulla dell'impianto antico. Copiosi i mosaici, alcuni dei quali furono adoperati per lastricare la Basilica di Santa Croce in Cagliari
La tradizione colloca nel II sec. d.C. la vicenda del santo eponimo dell'isola, quel medico forse mauritano di nome Antioco che patì il proprio martirio a Sulci sotto gli Antonini, presumibilmente durante il regno dell'imperatore Adriano (117-138 d.C.).

### Dall'età medievale a quella contemporanea

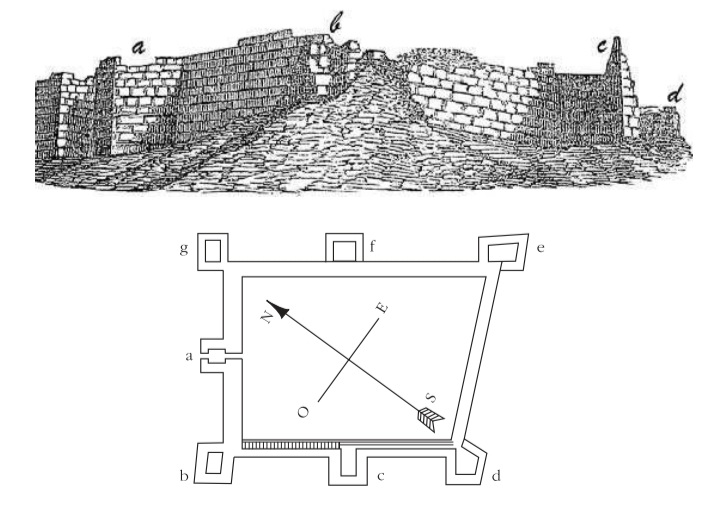
Resti del castello bizantino, disegno da "Viaggio in Sardegna" di Alberto Della Marmora

Dopo la caduta dell'Impero romano d'Occidente (la data convenzionale è il 476 d.C.) Sulci, come il resto dell'isola, passò sotto il dominio dei Vandali, una popolazione germanica stabilitasi in Nord Africa; il loro passaggio nell'isola di Sant'Antioco è testimoniato da una particolare sepoltura al cui interno erano presenti i resti di un uomo sepolto insieme al proprio cavallo. Nel 534, a seguito della vittoria del generale Belisario a Tricamari (presso l'antica città di Cartagine) sui Vandali, la Sardegna passò in mano ai Bizantini, che vi rimasero alcuni secoli e che costruirono a Sulky un castello i cui ruderi erano ancora visibili nel XIX secolo secondo le testimonianze di Vittorio Angius e Alberto Della Marmora. A causa delle frequenti scorrerie dei saraceni, iniziate nel corso dell'Alto medioevo, in particolare a partire dall'VIII secolo, Bisanzio fu però costretta ad abbandonare progressivamente l'isola.

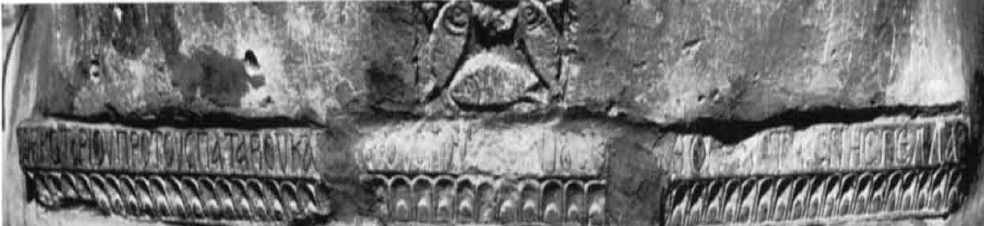
Iscrizione greca del X-XI secolo dalla Basilica di Sant'Antioco Martire, sono menzionati il Protospatario Torchitorio, l'arconte Salusio e Sinispella

Successivamente Sulci fece parte del giudicato di Cagliari, nella curatoria omonima, ma nel XIII secolo era ormai disabitata e la sede della diocesi di Sulci fu trasferita a Tratalias. L'isola Sulcitana, abbandonata, nel 1124 venne donata simbolicamente a Sant'Antioco (di fatto alla diocesi), da cui poi prese il nome, dal giudice di Cagliari Mariano II Torchitorio II e sua moglie Preziosa e poi dalla giudichessa Benedetta di Cagliari nel 1216. Questa desolazione, proseguirà per tutto il periodo aragonese e spagnolo (1324-1713), tra XVI e XVII secolo veniva interrotta eccezionalmente a due settimane di distanza dal giorno di Pasqua quando, per alcuni giorni, migliaia di persone accorrevano sull'isola per celebrare la festa in onore di Sant'Antioco (detta Sa Festa Manna). Nel 1615, in piena controriforma, in un gran fervore di caccia alle reliquie l'arcivescovo di Cagliari Francisco d'Esquivel fece ritrovare le reliquie del santo (vere o presunte), collocate presso le catacombe.

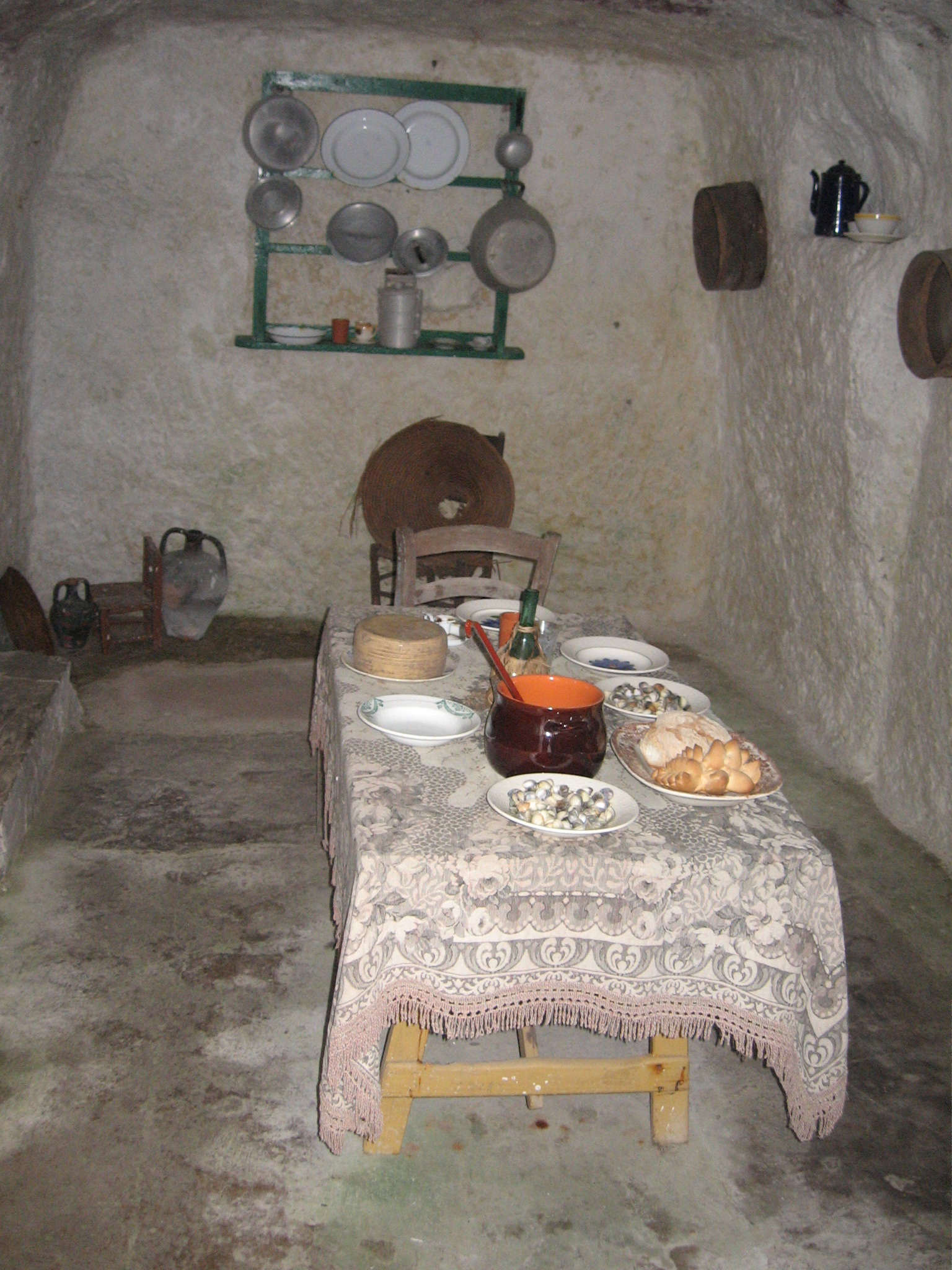
Tipica abitazione in grotta, abbandonate solo negli anni 70

Solo nel XVIII secolo, in epoca sabauda, iniziò un processo di ripopolamento del territorio, attuato in particolare da famiglie provenienti da Iglesias, che diede luce all'odierno abitato di Sant'Antioco il quale si sovrappose alle rovine dell'antica Sulci. Alla metà del secolo si contavano 38 case, 15 botteghe e 164 capanne, delle quali 100 scavate nella roccia, per un totale di circa 300 abitanti. L'incremento demografico proseguì nei due secoli successivi.
Nel 1793, nel corso della spedizione francese in Sardegna, la cittadina venne occupata per breve tempo dai francesi, comandati dall'ammiraglio Laurent Truguet.

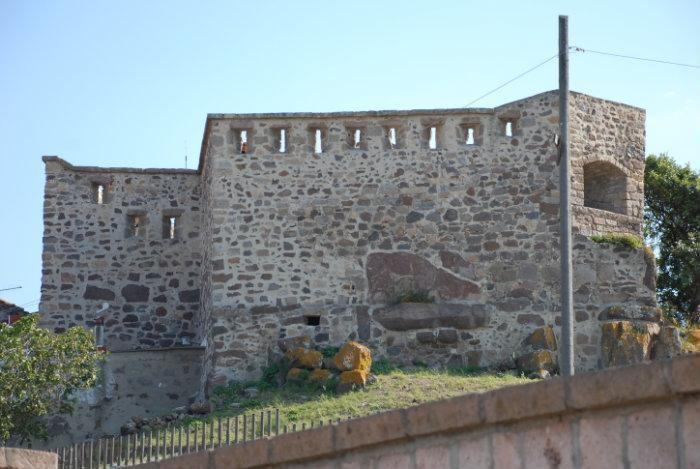
Forte sabaudo di Su Pisu, costruito negli anni 1813-15

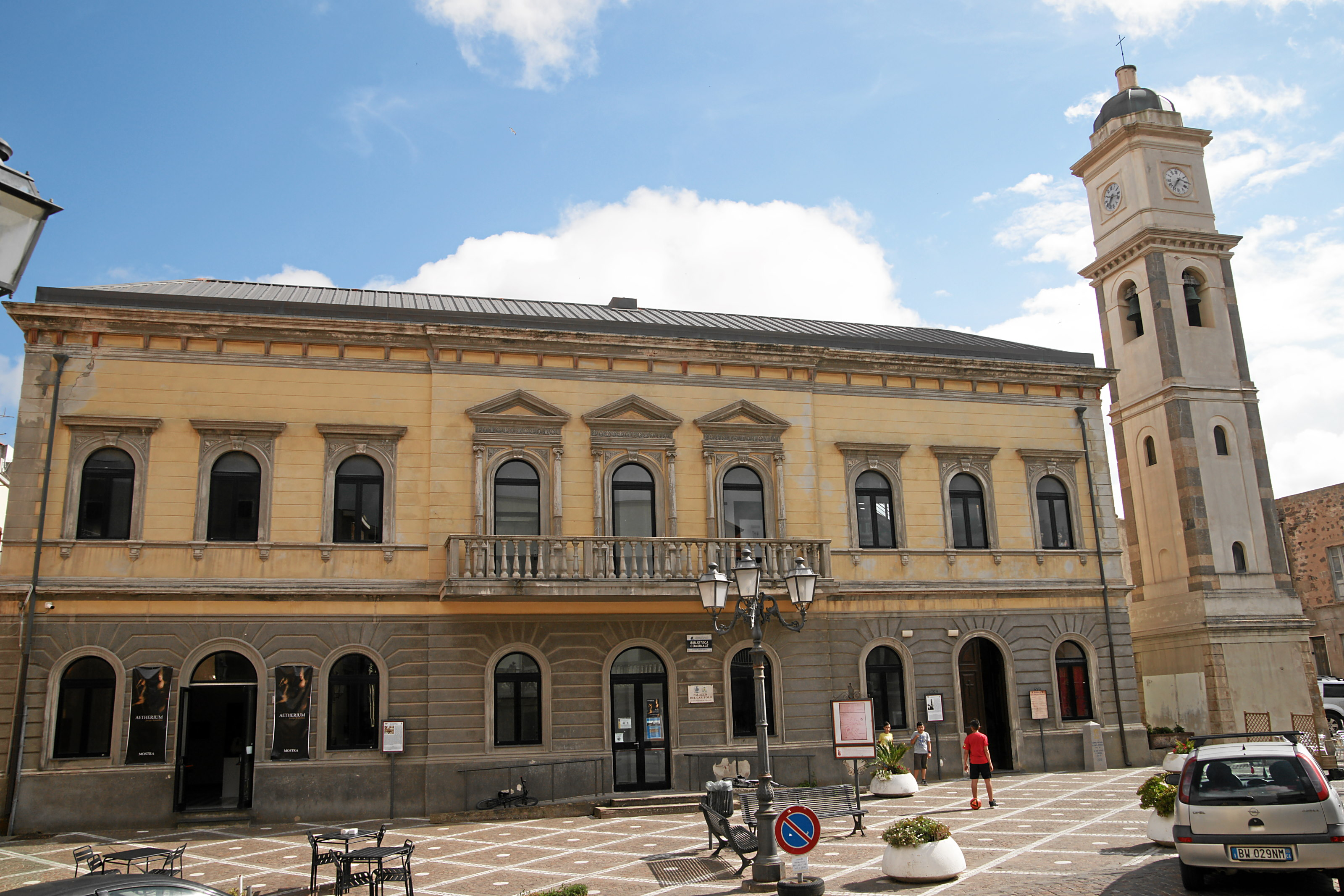
Palazzo del capitolo

Il 16 ottobre 1815 si verificò l'ultima incursione dei corsari barbareschi sull'isola, durante la quale venne ucciso il comandante militare di Sant'Antioco Efisio Melis Alagna (nato a Cagliari nel 1785) e 12 suoi commilitoni. 158 antiochensi furono catturati e fatti schiavi, ma successivamente riscattati. A seguito di questo evento, la flotta inglese incominciò a cannoneggiare le piazzeforti africane, costringendo i barbareschi a firmare un trattato di pace.
Nel 1938 venne inaugurata la vicina città mineraria di Carbonia il cui carbone estratto veniva imbarcato nel porto di Sant'Antioco che divenne il primo porto sardo nel 1940, con un traffico di circa un milione di tonnellate di merci. Durante la seconda guerra mondiale Sant'Antioco e il suo porto furono più volte bombardati dagli Alleati.

### Simboli
Lo stemma e il gonfalone sono stati concessi con DPR del 22 settembre 1963.
Stemma
Gonfalone

## Monumenti e luoghi d'interesse

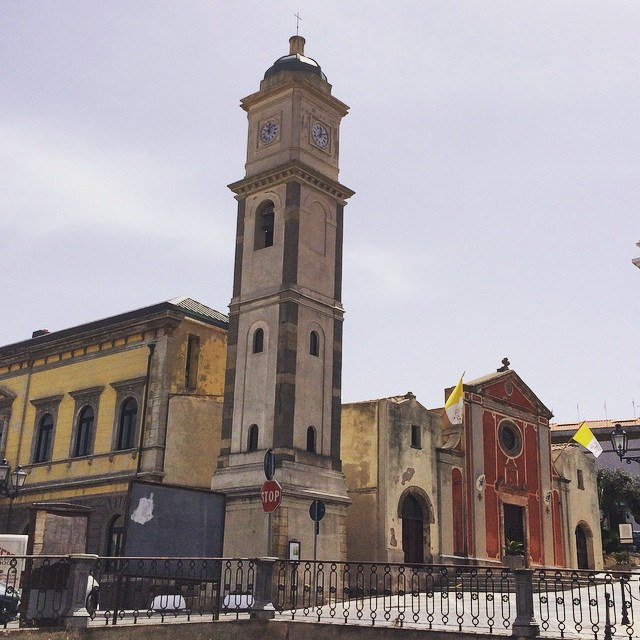
La basilica intitolata a Sant'Antioco Martire

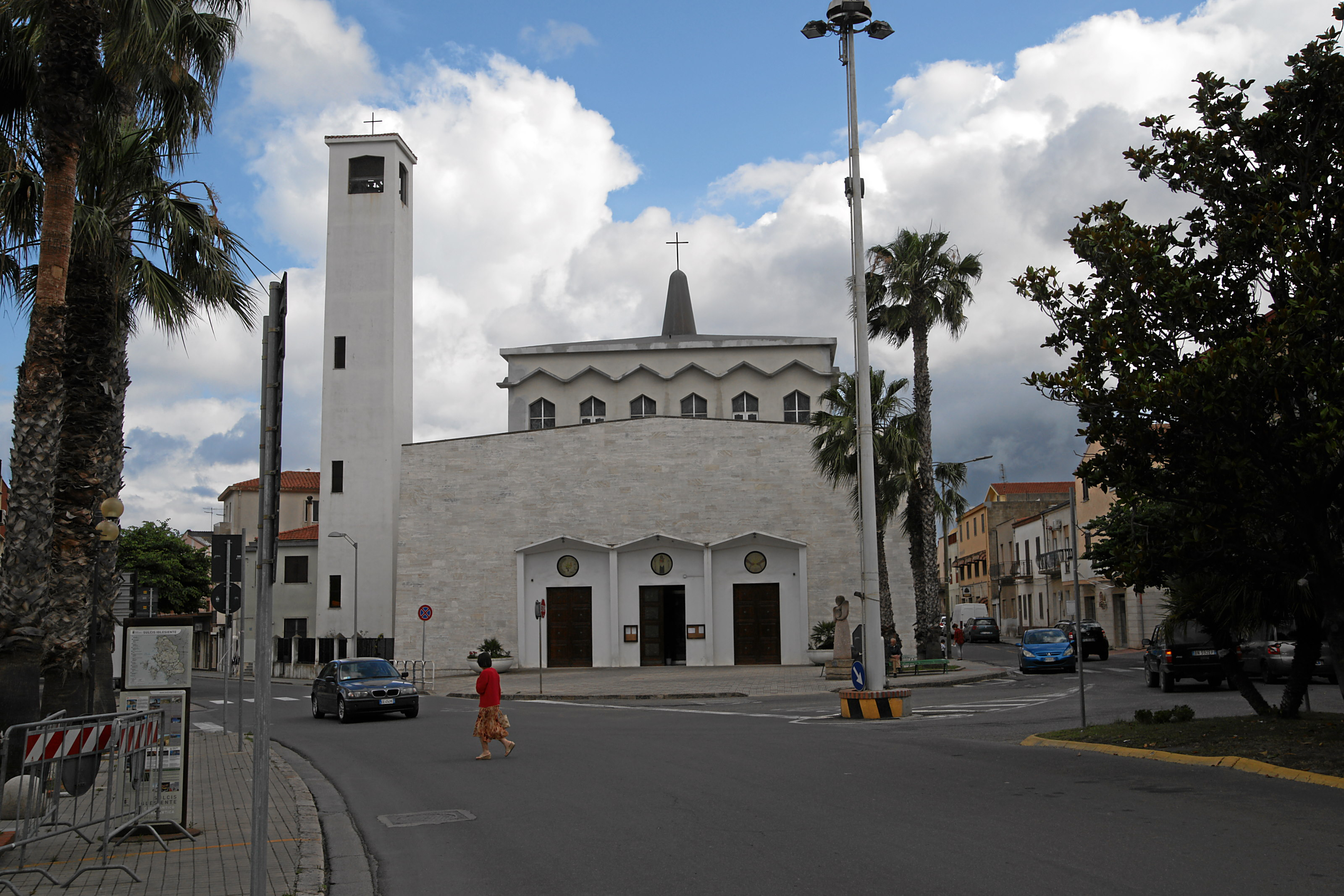
Santa Maria Goretti

### Architetture religiose
- Basilica di Sant'Antioco Martire: edificio paleocristiano di fondazione bizantina la cui prima pietra fu posta nel V secolo e presso il cui santuario sono presenti le uniche catacombe della Sardegna[24]. Venne elevata alla dignità di basilica minore da papa Giovanni Paolo II nel settembre del 1991.[25]
- Chiesa di Santa Maria Goretti Vergine Martire
- Chiesa di San Pietro Apostolo
- Chiesa di Nostra Signora di Bonaria

### Architetture civili
- Il Villaggio Ipogeo, una parte della necropoli punica di Sulki. Dal Settecento, con il ripopolamento dell'isola, numerose tombe puniche furono utilizzate come abitazioni (is gruttas) dalle famiglie più povere della cittadina.
- Fontana romana o di Is solus, in piazza Italia; il manufatto di epoca romana è stato nascosto dall'intervento di conservazione attuato nel 1911 su progetto di Dionigi Scano[26].

### Architetture militari
- Torre Canai o Cannai (1757)

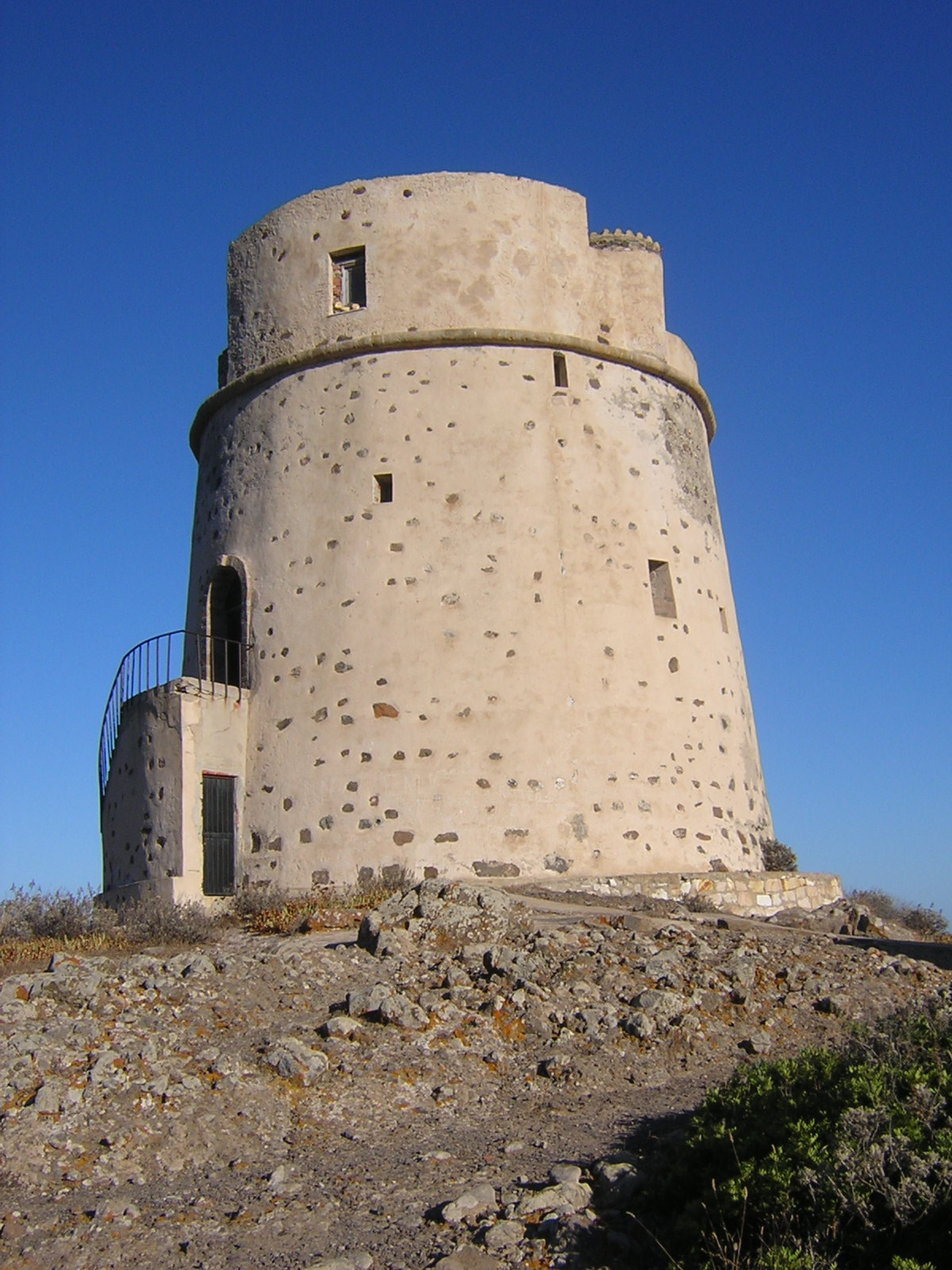
Torre Canai

- Forte sabaudo detto Su Pisu (1812)
- Semaforo Capo Sperone vestigia di una postazione militare in disuso.
- Batteria militare Bega Giomitri

### Siti archeologici
- Di età prenuragica e nuragica:

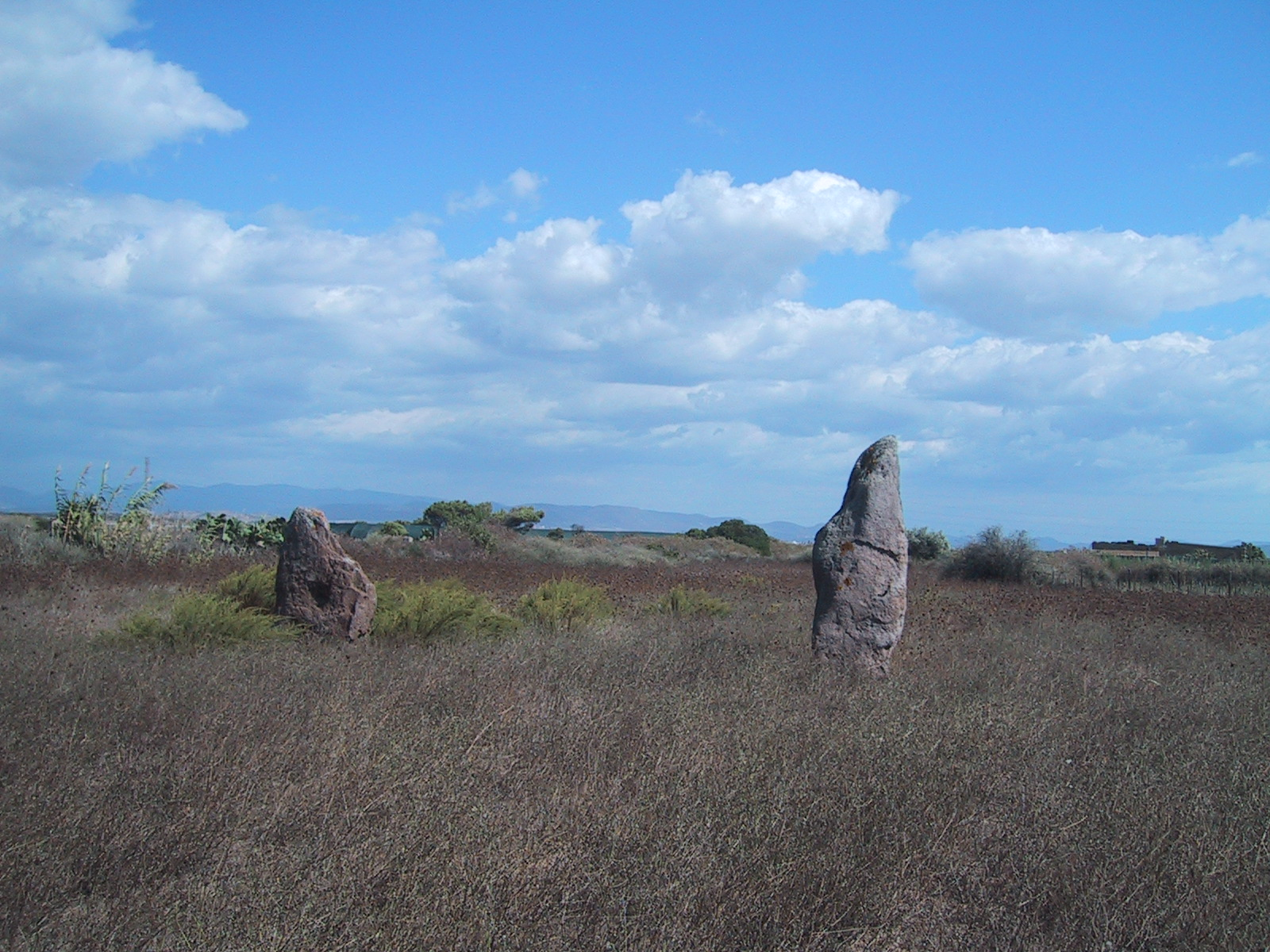
Menhir Su Para e Sa Mongia

  - Complesso nuragico di Grutti 'e Acqua
  - Nuraghe S'Ega Marteddu (in loc. Maladroxia)
  - Nuraghe Sa Cipudditta
  - nuraghe Feminedda
  - nuraghe Corongiu Murvonis
  - tomba dei giganti di Su Niu 'e su Crobu
  - menhir di Su Para e Sa Mongia (in località Santa Caterina)
  - domus de janas in località Is Pruinis (o Su Pruini)
  - fonte sacra di Funtana Cannai
- Di età fenicio punica e romana:
  - necropoli punica (riutilizzata in età romana)
  - Tophet (santuario fenicio a cielo aperto dove venivano conservati i resti sacrificali e quelli degli infanti)
  - mausoleo funerario di Sa Presonedda, testimonianza architettonica dell'incontro tra cultura romana e quella fenicia-punica.

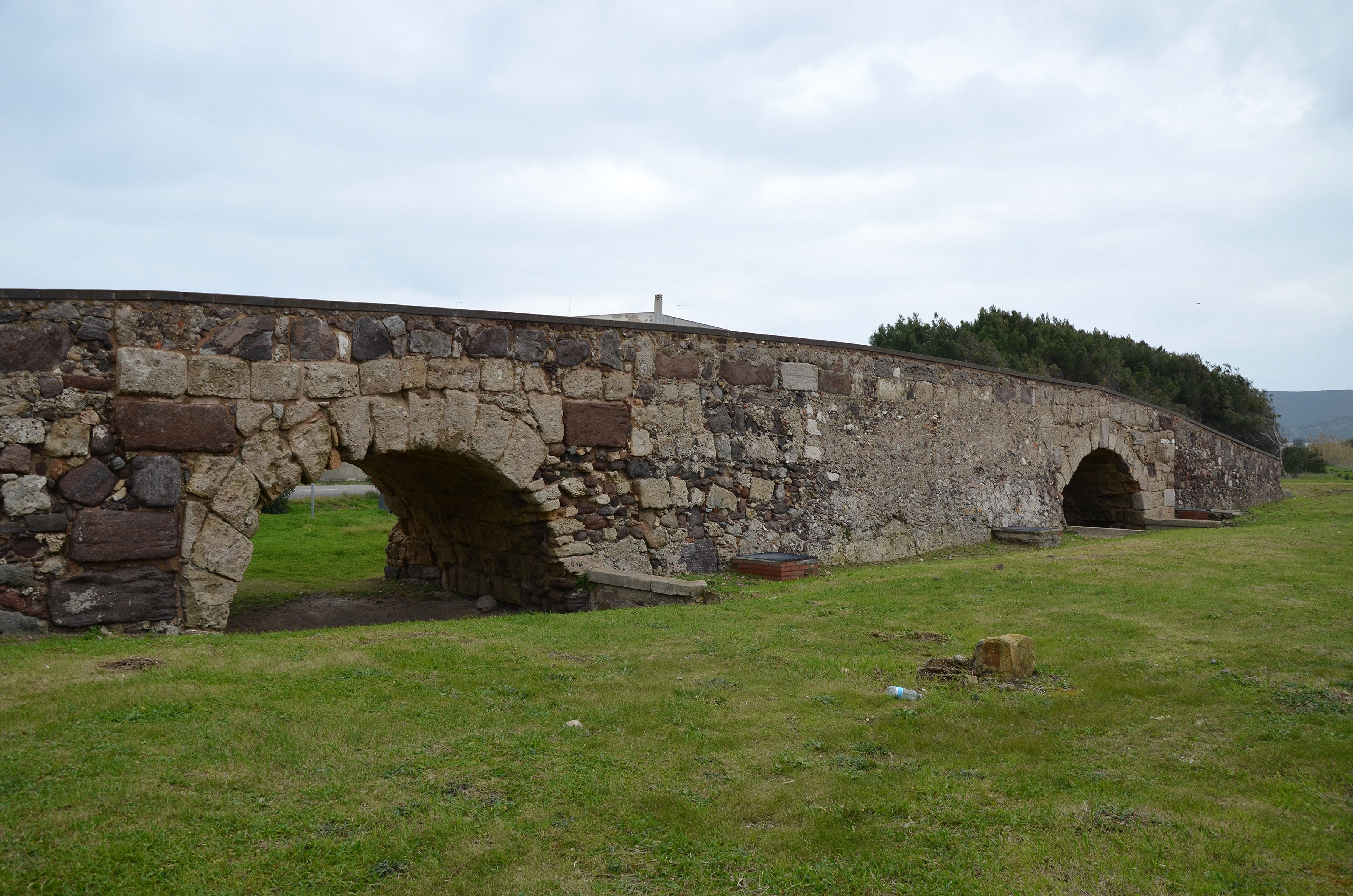
Il ponte romano

  - area del cosiddetto Cronicario.

- Di età romana - paleocristiana:
  - ponte romano
  - acquedotto
  - anfiteatro
  - catacombe di Sant'Antioco

## Società

### Evoluzione demografica
Abitanti censiti

### Etnie e minoranze straniere
Al 31 dicembre 2016 la popolazione straniera ammontava a 137 persone pari all'1,2% della popolazione totale. Le nazionalità principali erano:
- Romania, 35
- Cina, 26

### Lingue e dialetti
La variante del sardo parlata a Sant'Antioco è il campidanese sulcitano.

### Tradizioni e folclore

#### Sagra di sant'Antioco

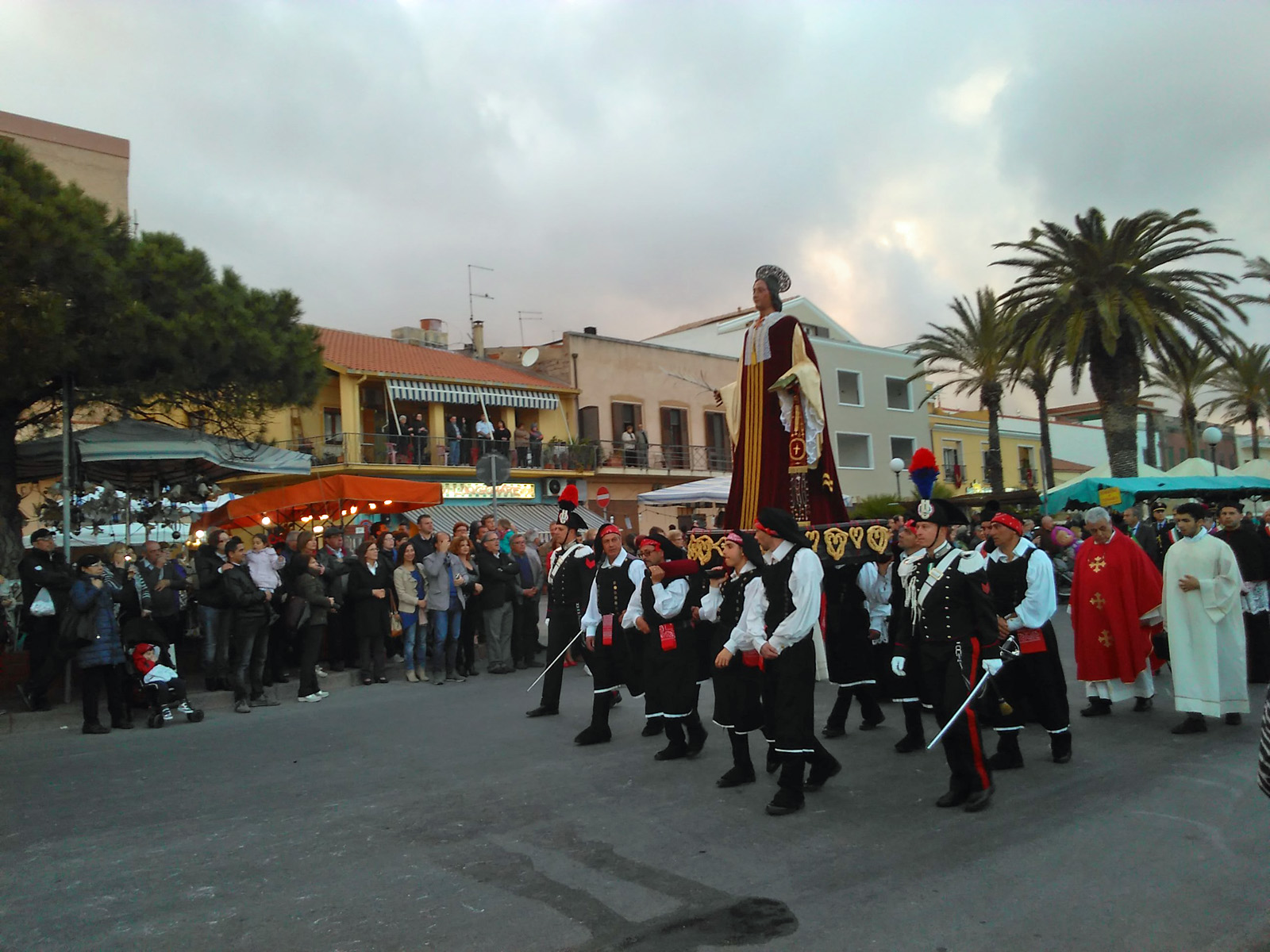
La statua di sant'Antioco portata in processione nel lungomare, nel corso della annuale sagra dedicata al santo

Quindici giorni dopo la Pasqua si svolge la sagra di sant'Antioco. Ogni anno dall'isola madre convengono decine di gruppi legati alle tradizioni dei loro rispettivi centri per sfilare lungo le strade di Sant'Antioco e onorarne in tal modo il santo. Il sabato precedente alla sagra si svolge la sfilata de "Is coccoisi". Per l'occasione si produce questo particolare tipo di pane bianco lievitato detto "Coccòi de su Santu", dall'aspetto ornamentale e decorato infatti con motivi floreali e piccoli uccelli; "is coccois" vengono trasportati nell'omonima Basilica e per alcune settimane ivi lasciati in modo da abbellire il simulacro del santo e le sue reliquie. Queste ultime sono conservate nella basilica di Sant'Antioco, anch'esse trasportate durante la processione.
Posto sotto un reliquiario dorato è conservato quello che pare essere il teschio del santo, mentre in una teca è custodita una parte del femore e del bacino.
La sagra di sant'Antioco è tra le più antiche feste religiose tra quelle ancora celebrate in età contemporanea in Sardegna. L'origine della sagra attuale fu inizialmente datata al 1615, anno di ritrovamento di quelle che si reputano le reliquie del santo nelle catacombe sottostanti la basilica, per volere dell'allora arcivescovo di Cagliari Francisco d'Esquivel.
In realtà successive acquisizioni testimoniano lo svolgimento della festa in tempi molto più remoti. Un primo documento, attualmente depositato presso l'archivio della Corona d'Aragona in Barcellona e risalente al 1360, informa sulla rivendicazione da parte dell'allora Vescovo di Sulci, Francesco Alegre (1359-1364) dei diritti per sé sulla vendita del vino e la pesca in mare durante i giorni di festa. Mentre un ulteriore documento, successivo all'acquisizione sopra menzionata e risalente al 1466, tratta di un privilegio reale, che su richiesta del Vescovo Giuliano di Iglesias conferma i privilegi al Vescovo sia durante la festa della chiesa di Sant'Antioco che al di fuori di essa. 
Il primo di agosto si celebra un'altra edizione della sagra in onore del santo, certamente non meno suggestiva di quella primaverile, anche questa con processione religiosa e parata di gruppi in abito sardo. Il 13 novembre si celebra la ricorrenza religiosa ufficiale con processione serale.

#### Riti della Settimana Santa
La processione del venerdì santo, di stampo catalano, è molto suggestiva. Un Cristo morto viene portato in processione al tramonto su un catafalco dorato, seguito dalla Madonna vestita a lutto. La mattina di Pasqua si svolge il rito de "S'incontru"; Cristo Risorto e la Madonna escono dalla chiesa di Sant'Antioco Martire e attraverso due strade diverse a passo veloce arrivano ai due lati opposti di Piazza Umberto. Qui s'incontrano mentre in segno di festa vengono sparati verso il cielo dei botti.

#### Costumi

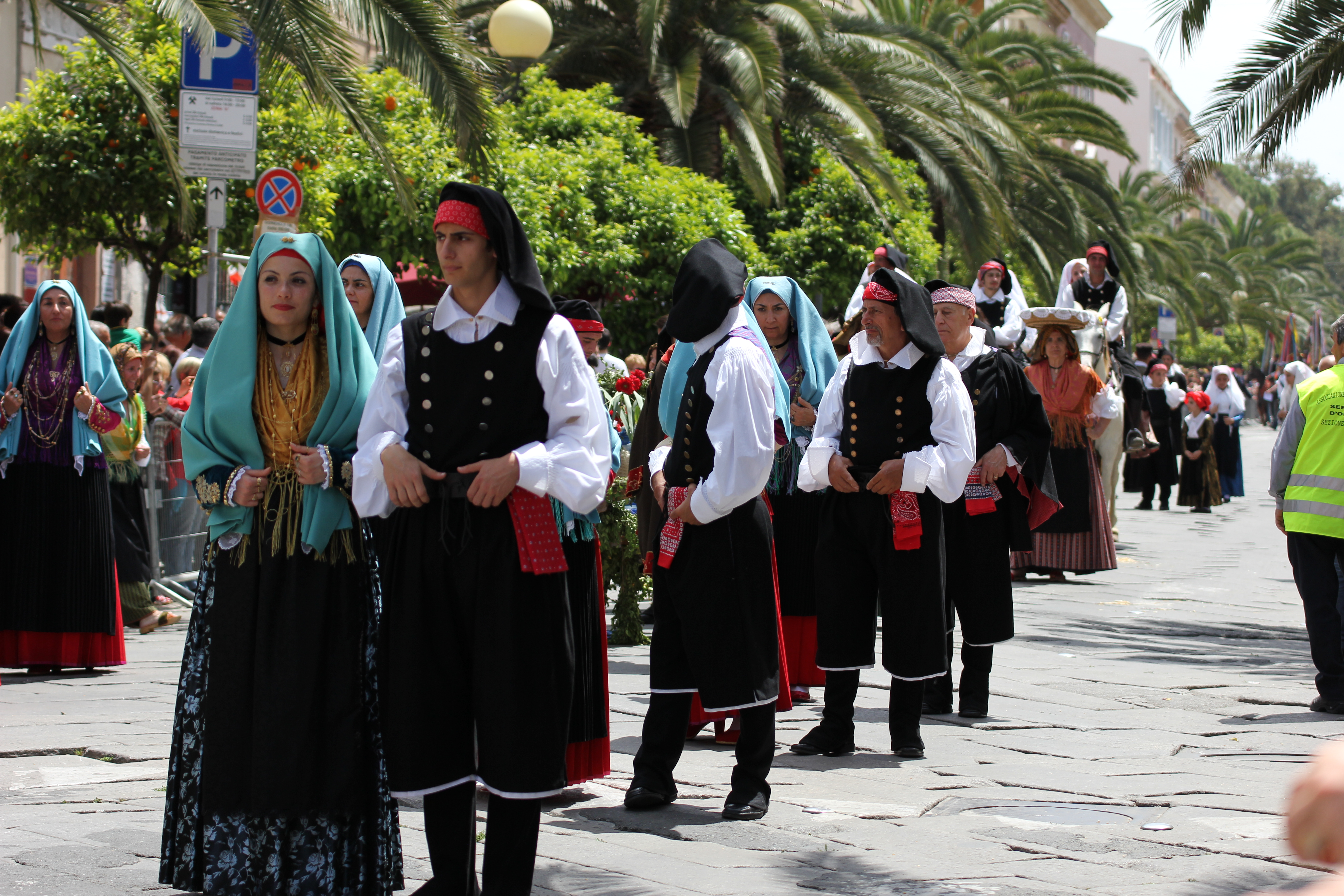
I costumi tradizionali antiochensi

I costumi tradizionali di Sant'Antioco vengono oggi indossati solo in occasione delle sagre religiose. Solo alcune fra le donne più anziane indossano ancor oggi, ogni giorno, una versione (pur parzialmente ridimensionata) del costume tradizionale. La tipologia dei costumi di Sant'Antioco cambia in base alla posizione sociale di chi li indossa. Su "bistiri a nostrana", ad esempio, era indossato dalle donne della borghesia agricola.
Comprende una gonna a pieghe, "sa fardetta de mesu grana", di colore rosso, in tessuto d'orbace finissimo, "su ventalliccu", il grembiule nero ricamato, "su gipponi", il corpetto stretto in raso o velluto, "sa camisa a polanias", la camicia bianca ricamata, "su panneddu", da mettere sulle spalle, "sa perr'e sera", il fazzoletto ricamato, "is bottinus" le scarpe rosse con il tacco, i gioielli: "sa gioia" (un ciondolo), "is arreccadas" (gli orecchini), "is aneddus" (gli anelli).
"Sa massaia", la donna di casa vestiva in modo più semplice e senza gioielli (a parte la fede). In questo vestito si ritrovano "su gipponi", "sa perr'e sera", "su ventalliccu". Sul capo una cuffia rossa "sa scuffia", ai piedi gli zoccoli in legno fasciati da una banda rossa: "is cappus".
Sobrio ma fiero il vestito de "Su massaiu", l'uomo, caratterizzato dai colori nero dei pantaloni "is cracciònis", tessuti in orbace e tenuti stretti in vita da una cintura in cuoio e dal bianco della camicia in lino ricamata: "sa camisa". Alla cintura viene sempre tenuto un fazzoletto piegato, di colore rigorosamente rosso.
Sul capo una "berrita" nera; le scarpe sono ricoperte da ghette, sempre nere, "is cràccias". Il corpetto nero, da indossare sopra la camicia ("Su cossu") è adornato da una doppia fila di monete dorate usate a mo' di bottoni. Il cappotto di lana marrone, "su gabbanu", bellissimo, comodo ed elegante, è più somigliante ad un mantello che a un cappotto, ma ha le maniche.

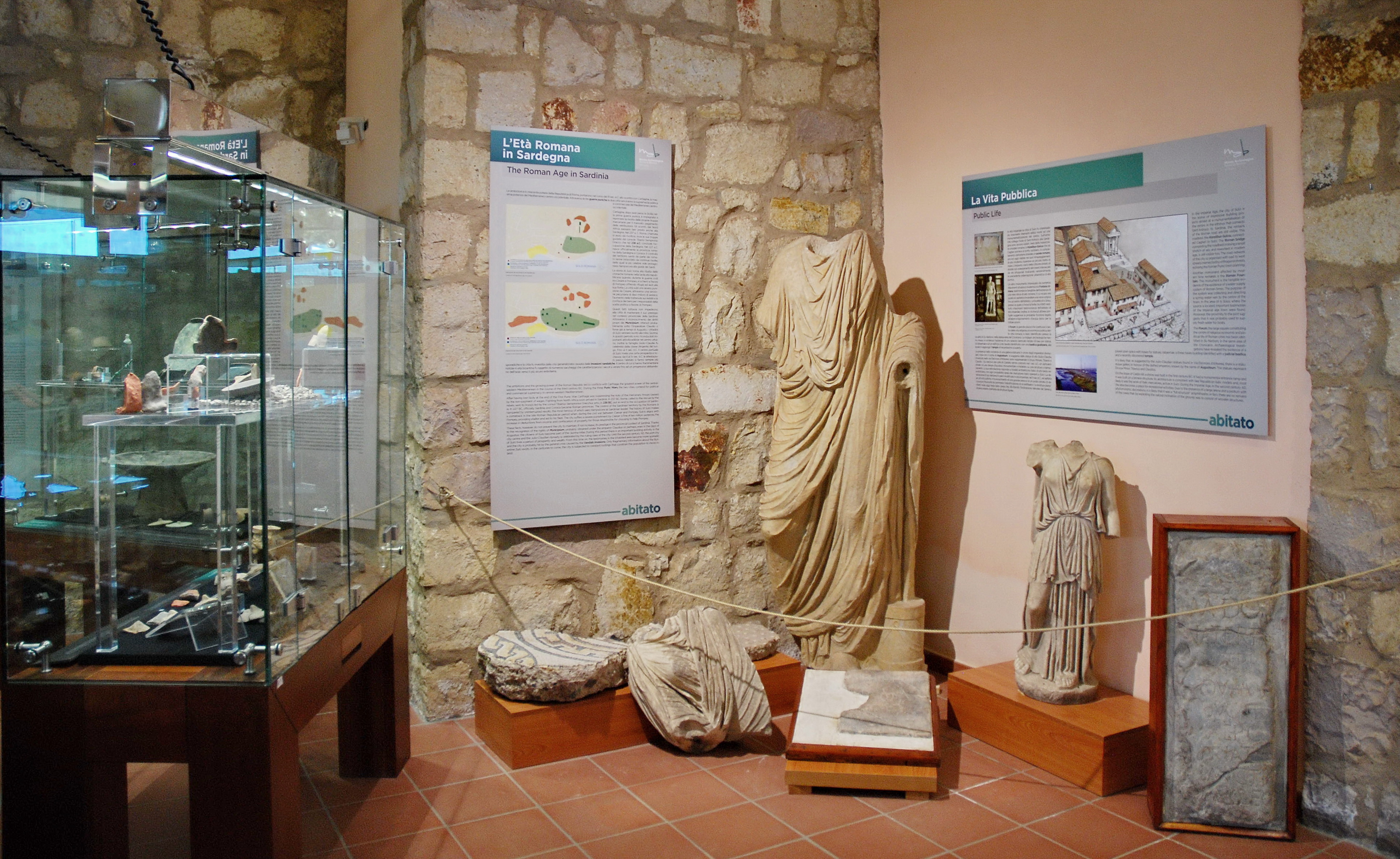
Interno del museo Ferruccio Barreca

## Cultura

### Musei
- Museo archeologico comunale "Ferruccio Barreca": custodisce importanti testimonianze risalenti all'età prenuragica, nuragica, fenicio-punica e romana.
- Museo etnografico "Su Magasinu de su Binu" (magazzino del vino): raccolta di attrezzi e strumenti delle attività rurali antiochensi.
- Museo del Bisso: mostra permanente sulla lavorazione del bisso, delle attrezzature e dei prodotti.
- MuMa - Museo del Mare e dei Maestri d'ascia: esposizione delle attrezzature per la pesca e le attività marinaresche.

## Geografia antropica

### Frazioni
Il Comune di Sant'Antioco comprende anche le seguenti frazioni:
- Cannai
- Colonia
- Is Loddus (nota Santa Caterina)
- Is Pruinis
- Maladroxia
- Mercuri
- Peonia Rosa
- Ponti
- Torre Cannai
- Villaggio Polifemo
- Triga

## Economia

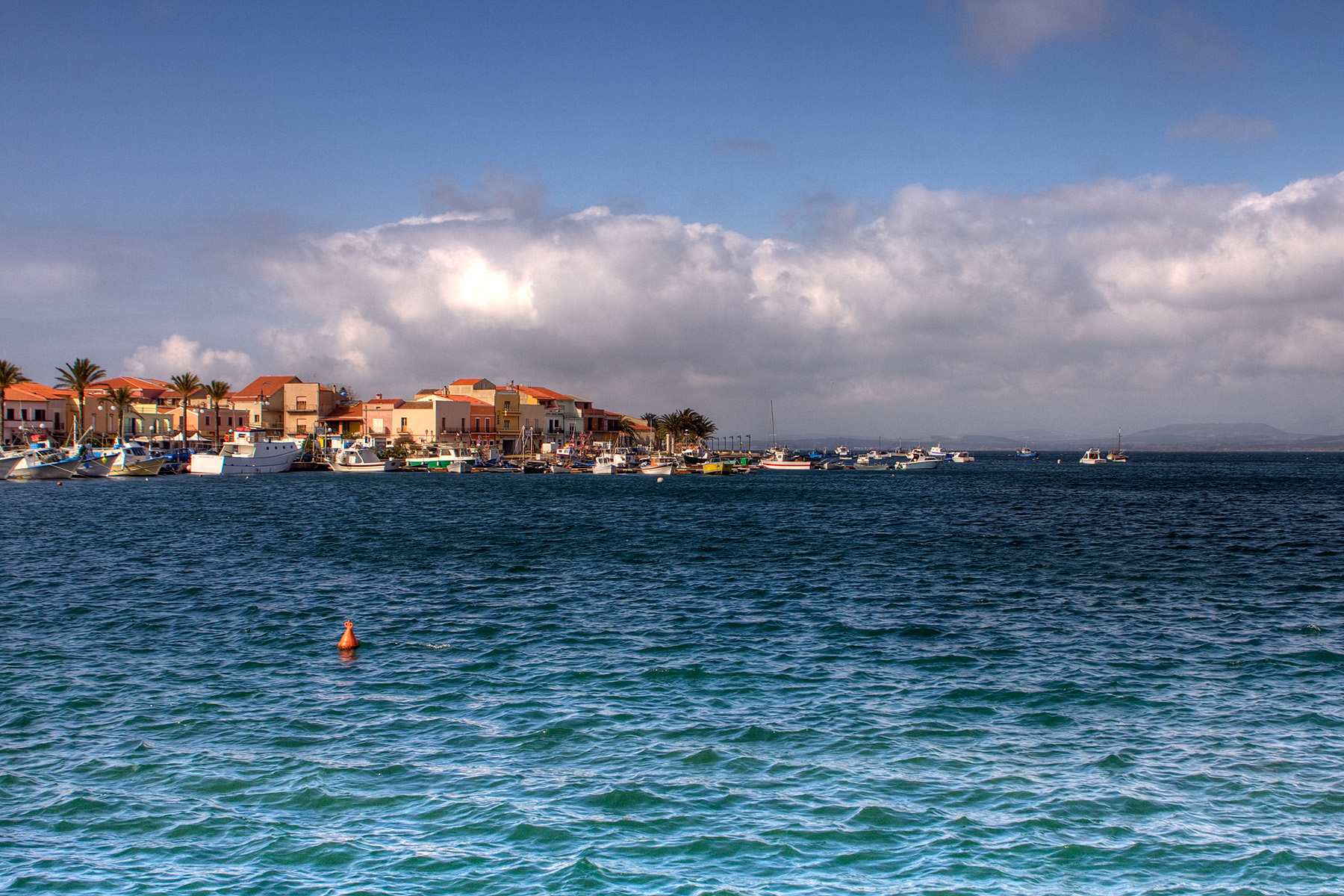
Il lungomare di Sant'Antioco, col porto turistico e peschereccio

L'economia antiochense comprende vari settori, tra cui una modesta attività portuale (al contrario della notoria floridezza dell'antico porto), un'attività volta alla produzione del sale, alla pesca e naturalmente al commercio del pesce, all'artigianato tessile, all'allevamento ovino, al turismo per lo più stagionale (estivo), all'agricoltura, alla fabbricazione di barche e navi. Sull'isola è ancora viva la tradizione della navigazione "a vela latina"; Sant'Antioco è tra i pochissimi comuni in Italia in cui sopravvive la tradizione dei maestri d'ascia e la costruzione di barche presso piccole aziende a carattere familiare.

## Infrastrutture e trasporti

### Strade
- Strada Statale 126 la collega alla Sardegna e la SS 126 dir la collega a Calasetta.

### Porti
Sant'Antioco è servita da un porto commerciale, "Porto Ponte Romano", e di un porticciolo a fine turistico e peschereccio.

## Amministrazione

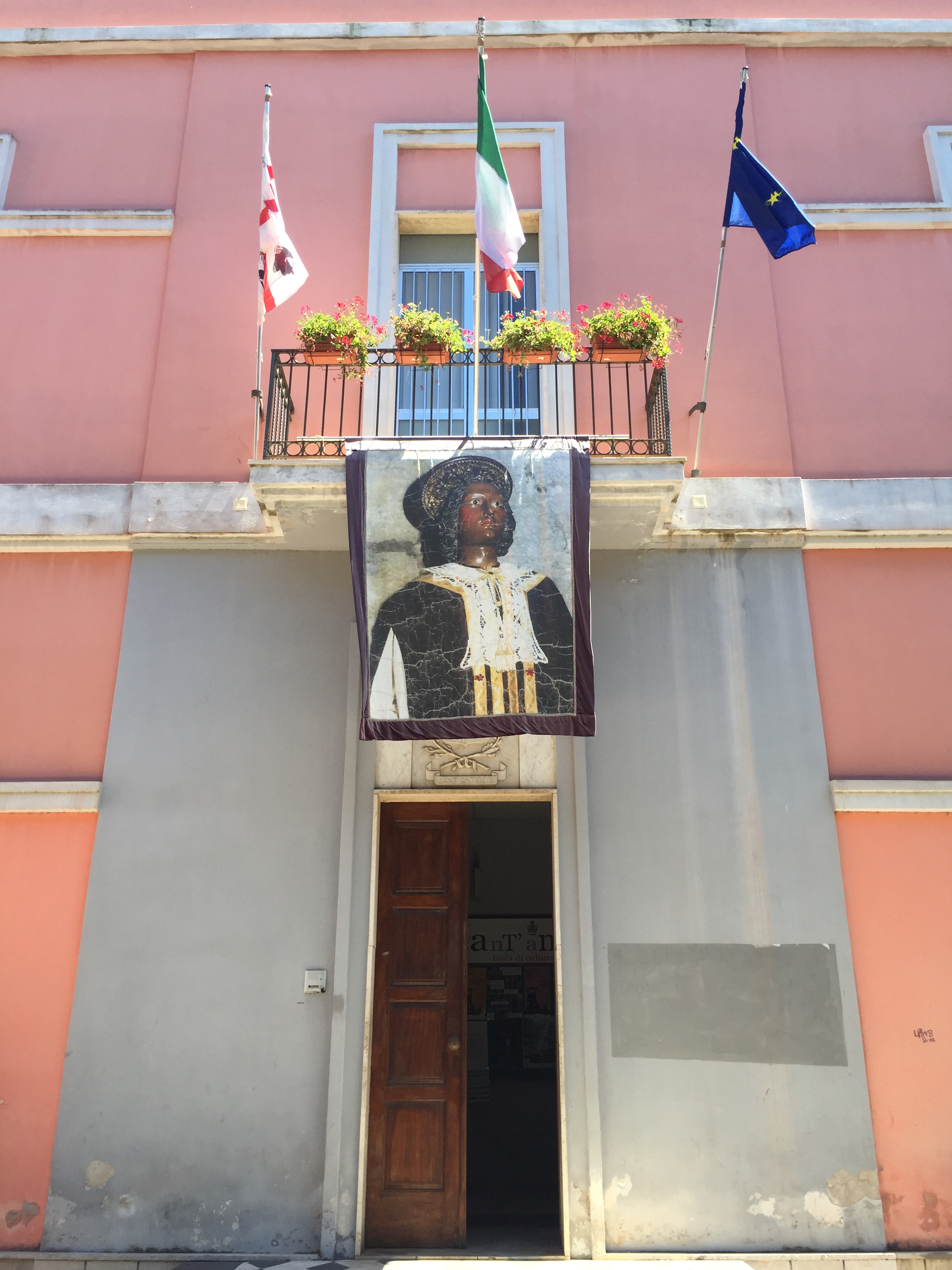
Municipio

| Periodo          | Periodo          | Primo cittadino | Partito                                   | Carica  | Note |
| ---------------- | ---------------- | --------------- | ----------------------------------------- | ------- | ---- |
| 21 novembre 1993 | 16 novembre 1997 | Virginio Locci  | “Lista Msi-Dn                             | sindaco |      |
| 16 novembre 1997 | 24 aprile 2001   | Virginio Locci  | “Lista Alleanza Nazionale”                | sindaco |      |
| 27 maggio 2002   | 28 maggio 2007   | Eusebio Baghino | lista civica                              | sindaco |      |
| 28 maggio 2007   | 11 giugno 2012   | Mario Corongiu  | lista civica                              | sindaco |      |
| 11 giugno 2012   | 11 giugno 2017   | Mario Corongiu  | lista civica “Impegno”                    | sindaco |      |
| 11 giugno 2017   | 13 giugno 2022   | Ignazio Locci   | lista civica "Nautica Edilizia e Turismo" | sindaco |      |
| 13 giugno 2022   | in carica        | Ignazio Locci   | lista civica "Nautica Edilizia e Turismo" | sindaco |      |

### Gemellaggi
- Tiro (Libano)

## Sport

La squadra di pallavolo maschile dell' vincitrice del campionato di Serie A2 1993-94

### Calcio
Sant'Antioco è sede di una società calcistica, l'Antiochense 2013, che milita nel girone B della prima categoria sarda.

### Pallavolo
A Sant'Antioco ha sede l'Olimpia Sant'Antioco, società che negli anni novanta prese parte a un campionato di serie A1 e a vari campionati di serie A2 maschile, nel 2012-13 militante in serie B1.